# ノントーティエント
ノントーティエント（英: nontotient）、ノントーシェントは、自然数の内、オイラーのトーシェント関数 φ の値域に含まれない数であり、φ(x) = n においてどのような自然数 x もこの方程式を満たさないような自然数 n のことである。言い換えると、全ての x において「x 以下の数で互いに素である自然数の個数」（=φ(x)）がn 個ではないような n がノントーシェントである。また、ノントーシェントでないものをトーシェントと呼ぶことがある。
1は φ(x) = 1 において x = 1, 2 という解をもつのでノントーシェントではない。しかし 1 を除く全ての奇数はノントーシェントである。偶数のノントーシェントは無数に存在し、その内最小の数である 14 から小さい順に列記すると
14, 26, 34, 38, 50, 62, 68, 74, 76, 86, 90, 94, 98, 114, 118, 122, 124, 134, 142, 146, 152, 154, 158, 170, 174, 182, 186, 188, 194, 202, 206, 214, 218, 230, 234, 236, 242, 244, …
ノントーシェントの集合は密度 1 を持つ。つまり殆ど全ての数はノントーシェントである。しかし、p を素数とすると、p − 1 はノントーシェントでないから、トーシェントの逆数の和は発散する。
2p がノントーシェントであることと、2p + 1 が合成数であることは同値である。つまりこの場合の"p"はソフィー・ジェルマン素数ではない。また、4p がノントーシェントであることと、2p + 1, 4p + 1 がともに合成数であることも同値である。
φ(p) = p − 1 となるため、p − 1 で表される数はノントーシェントではない。また φ(p2) = (p − 1)p であるため、(p − 1)p の形で表される矩形数もノントーシェントではない。さらに p − 1 で表される異なる数同士の積もノントーシェントにはならない。